# Vassula Rydén

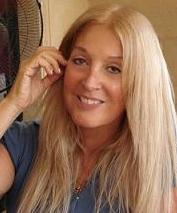
Vassula Rydén

Vassula Rydén (* 18. Januar 1942 in Kairo, Ägypten; † 25. September 2024 auf Rhodos) war eine Schriftstellerin, die ihre angeblichen religiösen Visionen thematisierte.

## Biographie
Vassula Rydén wurde als Tochter griechisch-orthodoxer Eltern im Stadtteil Heliopolis von Kairo geboren. Sie besuchte in Ägypten die Schule. Im Alter von 15 Jahren wanderte sie nach Europa aus.
Im November 1966 schloss sie in Lausanne (Schweiz) ihre erste Ehe mit einem Schweden. Diese Ehe wurde im November 1980 in Schweden geschieden. Im Juni 1981 heiratete sie standesamtlich Per Rydén, ebenfalls schwedischer Staatsbürger, den sie dann im Oktober 1991 auch kirchlich in einer griechisch-orthodoxen Kirche in Lausanne heiratete. Sie hat zwei Söhne, die 1971 und 1976 geboren wurden. Da sowohl Rydéns erster als auch ihr zweiter Mann beruflich in Entwicklungsländern zu tun hatten, lebte sie unter anderem in Sierra Leone, Sudan, Äthiopien, Mosambik und Bangladesch. Vassula Rydén war in diesen Jahren als Malerin und als Model tätig und wurde in Dhaka nationale Tennismeisterin von Bangladesch. In Äthiopien gewann sie unter ihrem damaligen Ehenamen Vassula Holmberg einen Wettbewerb, den äthiopischen Kaiser Haile Selassie als Vorlage für eine 18-teilige Briefmarkenserie in Öl zu porträtieren. Die Briefmarken kamen 1973 heraus.

## Visionen

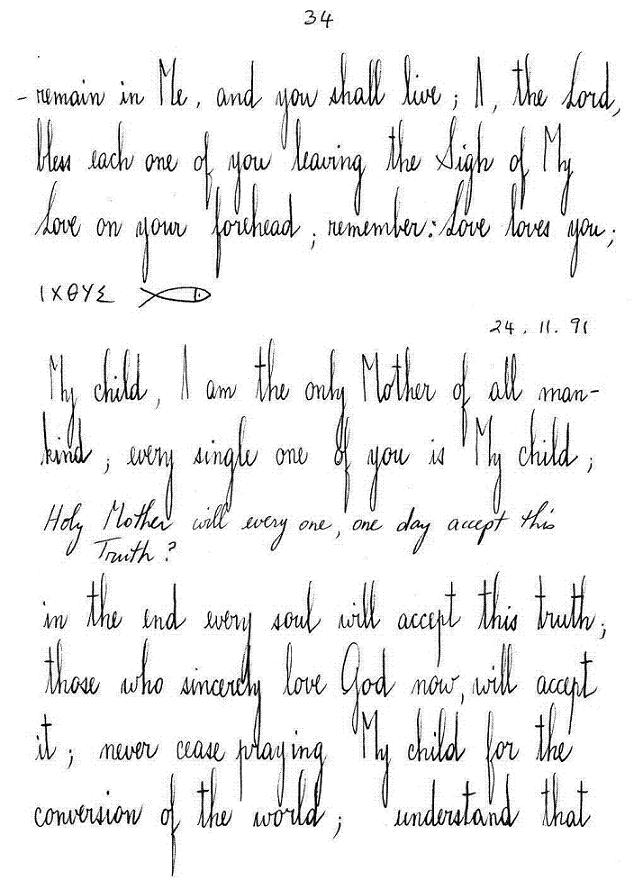
Seite 34 aus dem 56. Notizbuch von Vassula Rydén – Ende der Botschaft vom 22. November 1991 und Beginn der Botschaft vom 24. November 1992

Ende November 1985, während Rydén in Bangladesch lebte, erschien ihr angeblich ein unsichtbares Wesen, das sich selbst als Schutzengel Daniel zu erkennen gab. Das Wesen habe Kontakt aufgenommen, indem es die rechte Schreibhand von Rydén führte, ohne dass sie noch Kontrolle über die Schreibhand gehabt hätte. Es seien auf diese Weise Texte und Zeichnungen entstanden. Rydén gibt an, Nachrichten auf Englisch erhalten zu haben, gewöhnlich mehrere Stunden täglich.
Drei Monate später habe sie die Anwesenheit eines weiteren Wesens wahrgenommen, welches sich als Gott der Vater vorstellte. Nach einer Fastenwoche berichtete Rydén, ein neues Wesen habe Kontakt aufgenommen, welches sich als Jesus zu erkennen gegeben habe. Das Werk True Life in God (Wahres Leben in Gott), so Rydén, sei durch dessen Eingebungen entstanden. In ihren Visionsschilderungen seien dann später weitere Wesen erschienen: die Mutter Jesu Maria, der Erzengel Michael, der Teufel und andere religiöse Figuren. Die Inhalte der Nachrichten seien religiöser Natur, teilweise eine Auffrischung biblischer Texte in moderner Sprache, teilweise Lehren der römisch-katholischen und griechisch-orthodoxen Kirchen. Die Hauptthemen seien die Einheit der Christen, ein Bekenntnis zum Papst, das Bevorstehen einer Zeit der Läuterung, und die Aufforderung, diese Nachrichten bekannt zu machen, um die Spaltung der Christen zu beenden und alle Religionen zu versöhnen.
Der Kunsthistoriker Joe Nickell, der durch seine Untersuchungen zu paranormalen Phänomenen bekannt wurde, hat sich mit den Handschriften beschäftigt, deren Botschaften laut Ryden angeblich unmittelbar von verschiedenen übernatürlichen Personen stammen, darunter Jesus, Maria und der Teufel. Die übernatürlichen Wesen würden nach Darstellung Rydens ihr die Hand führen und auf diese Weise Botschaften verlauten lassen. Nickell schildert, dass die darin enthaltenden Schreibfehler bei allen angeblichen Wesen die gleichen sind und sie außerdem identisch mit den Schreibfehlern der Autorin in ihren üblichen Texten seien. Er hält daher diese Handschriften nicht für ein Zeugnis der Verbindung mit übernatürlichen Wesen, sondern für Produkte der Schriftstellerin, die sie im Sinne einer Selbsttäuschung (self-deception) für authentisch hält.

## Haltung der katholischen Kirche
Rydéns Arbeit wurde von der römisch-katholischen Glaubenskongregation unter dem Vorsitz Kardinal Ratzingers geprüft, die 1995 zu dem Urteil kam, es handle sich nicht um übernatürliche Botschaften, sondern um Resultate privater Meditationen. Die Glaubenskongregation formulierte als Ergebnis: „In Anbetracht dessen, daß, trotz einiger positiver Aspekte, die Aktivitäten von Vassula Ryden sich negativ auswirken, ersucht diese Kongregation, daß die Bischöfe einschreiten, ihre Gläubigen angemessen informieren und in ihren Diözesen keine Ausbreitung der Ryden'schen Ideen gestatten. Sie fordert schließlich alle Gläubigen auf, die Schriften und die Interventionen von Frau Vassula Ryden nicht als übernatürlich zu betrachten und den Glauben, den der Herr der Kirche anvertraut hat, rein zu bewahren.“

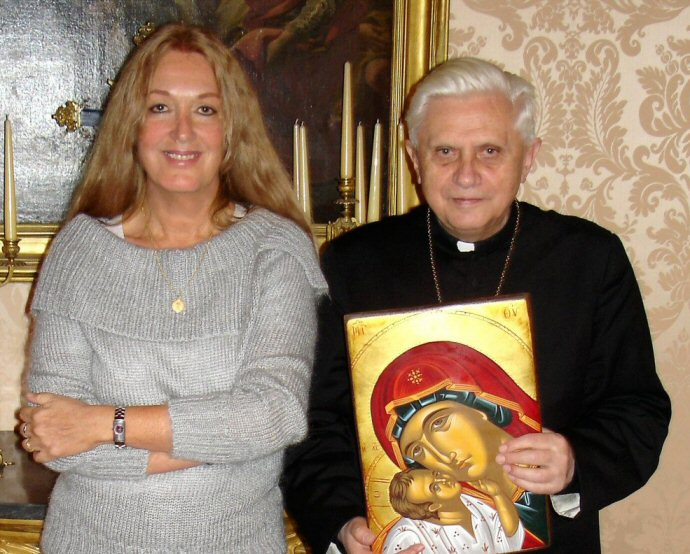
Vassula Rydén mit Kardinal Ratzinger am 22. November 2004 im Vatikan

Im Januar 2005 wurden nach Aussage der Webseite von Rydéns Organisation TLIG die Angelegenheiten seitens der katholischen Kirche bereinigt. Eine für Anfang 2006 geplante Konferenz in Los Angeles wurde jedoch von kirchlichen Trägern abgesagt, da nach Meinung des Bischofs die vatikanische Ablehnung aus dem Jahr 1995 weiterhin voll gültig sei. Gegenteilige Angaben einer Sprecherin Rydéns bezeichnete er als „schwere Fehlinterpretation des vatikanischen Standpunktes“.
Kardinal William Levada, der Präfekt der Glaubenskongregation bestätigte am 25. Januar 2007, dass der Bescheid von 1995 betreffend das Urteil der Kongregation über die untersuchten Schriften weiterhin gültig sei und „dass eine Teilnahme von Katholiken an den Gebetsgruppen, die von Frau Vassula Rydén organisiert werden, nicht angebracht erscheint.“
1995 veröffentlichte die Glaubenskongregation der Katholischen Kirche eine Notifikation über die Schriften von Rydén, die auch in der offiziellen vatikanischen Zeitung L’Osservatore Romano abgedruckt wurde, sowie in den AAS veröffentlicht wurden. Die Offenbarungen Rydéns sollen nicht als übernatürlich angesehen werden. Die Bischöfe werden aufgefordert, die Gläubigen über Rydans aufzuklären und eine Verbreitung ihrer Ideen entgegenzuwirken. Die Notifikation beschreibt die durch ihr verursachte kirchliche Unordnung wie folgt: „Im übrigen ruft Frau Ryden, die gewöhnlich an den Sakramenten der katholischen Kirche teilnimmt, obschon sie griechisch-orthodox ist, mancherorts in katholischer Umgebung nicht wenig Verwunderung hervor. Sie scheint sich über jede kirchliche Jurisdiktion und jede kirchenrechtliche Regelung zu stellen und verursacht faktisch eine ökumenische Unordnung, die bei nicht wenigen Autoritäten, Geistlichen und Gläubigen ihrer eigenen Kirche Mißfallen hervorruft, da sie sich außerhalb der Disziplin dieser Kirche stellt.“